# Cowboy Bebop
Cowboy Bebop (カウボーイビバップ Kaubōi Bibappu) là một bộ anime của hãng Sunrise sản xuất năm 1998 do Watanabe Shinichirō làm đạo diễn và Nobumoto Keiko biên kịch. Bộ anime gồm 26 tập, mỗi tập được gọi là một "session", lấy bối cảnh năm 2071. Nội dung câu chuyện xoay quanh những cuộc phiêu lưu, những bất hạnh và bi kịch trong cuộc đời của một nhóm người bắt tội phạm săn tiền thưởng, tức "cao bồi" trên con tàu vũ trụ mang tên Bebop.
Anime Cowboy Bebop đi sâu khám phá và thể hiện nhiều ý niệm triết học, cụ thể là nỗi cô đơn, chủ nghĩa hiện sinh và phản hiện sinh. Trong khi đó, xu hướng nghệ thuật của anime tập trung chủ yếu vào âm nhạc Mỹ và các giá trị văn hóa đối nghịch của nó (phản văn hóa), đặc biệt là các trào lưu văn hóa xã hội như thế hệ Beat và nhạc jazz những năm 1940 - 1960 cũng như thời kỳ nhạc rock mới thập niên 1950 - 1970. Điều này được phản ánh rõ rệt ở phần nhạc phim đậm chất jazz/rock do nữ nhạc sĩ Kanno Yoko và ban nhạc The Seatbelts của bà thể hiện .
Được đánh giá là một trong những kiệt tác anime kinh điển, Cowboy Bebop đồng thời cũng rất thành công về mặt thương mại ở cả trong nội địa Nhật Bản lẫn trên thị trường quốc tế, nhất là ở Mỹ. Hãng Sony đã giành quyền công chiếu bộ phim Cowboy Bebop: Knocking On Heaven's Door (sản xuất năm 2001) trên các rạp chiếu khắp thế giới, cũng như quyền phát hành đĩa DVD của phim sau đó. Hai bộ manga ăn theo series anime cũng đã được in trên tạp chí Asuka Fantasy DX do nhà xuất bản Kadokawa Shoten ấn hành.

## Cốt truyện

### Bối cảnh
Năm 2022, vụ nổ một cánh cổng siêu không gian thử nghiệm đã khiến Mặt Trăng bị tàn phá nặng nề, các mảnh vụn tạo ra một cơn mưa sao băng khủng khiếp rơi xuống Trái Đất, phần lớn nhân loại bị diệt vong. Hầu hết những người sống sót rời bỏ hành tinh hoang tàn này để di cư đến các hành tinh khác trong hệ Mặt Trời, các Mặt Trăng của Sao Mộc hoặc tại vành đai tiểu hành tinh.
Anime lấy bối cảnh năm 2071, lúc này con người có thể di chuyển qua toàn bộ hệ Mặt Trời bằng các cổng siêu không gian an toàn, và Sao Hỏa giờ đây trở thành trung tâm văn hóa văn minh của toàn nhân loại. Cuộc sống phát triển đồng nghĩa với phân hóa giàu nghèo và sự bành trướng táo tợn của nhiều nghiệp đoàn tội phạm, gây ảnh hưởng lên bộ máy chính quyền cũng như hệ thống cảnh sát liên hành tinh ISSP (Inter-Solar System Police), khiến việc truy bắt tội phạm gặp nhiều khó khăn. Nhiều món tiền thưởng kếch xù được hứa hẹn trao cho những ai có khả năng chế ngự được tội phạm và khủng bố. Và để đáp ứng nhu cầu xã hội, một mạng lưới những người chuyên đi lùng bắt tội phạm săn tiền thưởng tương tự như thời kỳ cuối thế kỷ 19 ở miền Viễn Tây cũng bắt đầu hình thành. Họ được gọi là các "cao bồi". Ước tính có khoảng 300 nghìn "cao bồi" hoạt động khắp nơi trong hệ Mặt Trời.

### Nội dung
Cowboy Bebop xoay quanh cuộc đời của một nhóm "cao bồi" săn tiền thưởng sống trên con tàu vũ trụ mang tên Bebop. Họ lang thang qua khắp các hành tinh trong hệ Mặt Trời để lùng bắt bọn tội phạm. Hai thành viên ban đầu của nhóm là Jet Black, chủ nhân của Bebop, và Spike Spiegel, người được Jet mời hợp tác làm ăn nhờ sở hữu kĩ năng chiến đấu đa dạng, đặc biệt trong đấu súng và võ thuật. Sau này họ lần lượt kết nạp thêm các thành viên khác là Faye, Edward và Ein.
Về diễn biến câu chuyện, bên cạnh những cuộc rượt đuổi tội phạm nghẹt thở, quá khứ của mỗi thành viên phi hành đoàn Bebop cũng từ từ được hé lộ với nhiều trường đoạn hồi tưởng kể lại những ký ức xưa cũ của các nhân vật chính. Cuộc sống thường nhật của họ cũng được mô tả rất kĩ lưỡng trong các tập phim.
Cowboy Bebop bao gồm 26 tập phim, mỗi tập được gọi là một "session". Nội dung các "session" tương đối độc lập với nhau, bởi mỗi tập phim lại kể về một chuyến phiêu lưu riêng biệt của phi hành đoàn Bebop trong hành trình truy đuổi bọn tội phạm và gặp gỡ các "cao bồi" đồng nghiệp. Phần lớn tựa đề của các tập phim đều liên quan đến âm nhạc, khía cạnh nghệ thuật xuyên suốt của bộ anime. Các tựa đề thường mang tên của một thể loại nhạc (như Jupiter Jazz) hoặc gợi nhắc đến một ca khúc nổi tiếng ("Bohemian Rhapsody").

## Nhân vật
Spike Spiegel27 tuổi, cựu thành viên của nghiệp đoàn tội phạm Rồng Đỏ. Spike là bậc thầy bắn súng, đấu tay đôi, và triệt quyền đạo; một phi công lão luyện và cũng là một tay móc túi có hạng. Anh sở hữu một máy bay chiến đấu mang tên Swordfish II. Dù mang dáng vẻ là một kẻ móc túi ranh mãnh như Lupin III, một tay súng bất cần như những anh chàng cao bồi, một cá tính bí ẩn mang dáng dấp của các nhân vật phim noir, hay một phong cách tưng tửng, phớt đời của những kẻ lang thang với mái tóc rối bù luộm thuộm, song trên thực tế nội tâm của Spike vô cùng phức tạp. Anh luôn bị ám ảnh bởi quá khứ và tin rằng thực tại này không có thật, Spike nhiều lần muốn tìm đến sự "giải thoát" khỏi thực tại.đặc biệt là những kỉ niệm về một người phụ nữ bí ẩn tên Julia, cùng những ký ức về kẻ tử thù Vicious, người từng làm việc chung với Spike trong nghiệp đoàn. Spike không hề sợ hãi bất cứ điều gì, bởi anh là người không còn gì để mất. Spike có một con mắt máy được tin rằng đã ghi lại các dữ liệu,có thể là từ quá khứ hoặc một thực tại khác trong một phòng thí nhiệm.
Jet BlackCựu sĩ quan ISSP, chủ nhân của con tàu Bebop. Với bản tính cương trực không chịu nhún nhường trước bất cứ ai, anh rời bỏ ISSP sau một thời gian dài chứng kiến và bị làm hại bởi đủ loại thói hư tật xấu, tham nhũng và quan liêu trong nội bộ tổ chức. Anh đã mất một cánh tay vì bị đồng nghiệp xấu phản bội. Jet Black quyết định trở thành một kẻ săn tiền thưởng để theo đuổi giấc mơ công lý. Ngoài Bebop, Jet còn sở hữu một con tàu nhỏ tên Hammerhead. Jet Black có sở trường bắn súng ngắn, đồng thời cũng là một phi công kiêm thợ cơ khí lành nghề. Tuy có thân hình cao lớn và tướng tá hung tợn song Jet lại tự nhận mình là một người hoài cổ. Anh có sở thích trồng bonsai, nấu nướng, nghe nhạc jazz/blues, đặc biệt là nhạc của Charlie Parker, và thậm chí còn hâm mộ Goethe.
Faye ValentineMột phụ nữ quyến rũ nhưng cũng mắc chứng nghiện cờ bạc. Cô tự gia nhập vào phi hành đoàn Bebop bất chấp sự kinh ngạc của Jet và Spike. Trong suốt câu chuyện, cô cũng từng vài lần rời bỏ con tàu, nhưng mối dây liên kết gắn bó giữa cô và những người còn lại luôn dẫn Faye trở về. Về phần Jet và Spike, dù tỏ ra rất vui mừng khi Faye ra đi, vẫn luôn chấp nhận và chào đón cô quay lại. Khả năng chơi cờ bạc, lừa đảo và kĩ năng chiến đấu của Faye gần như không có đối thủ, chỉ trừ một người duy nhất, đó chính là Spike. Dù có vẻ bề ngoài trẻ trung nhưng thực chất Faye đã 77 tuổi, bởi cô từng trải qua một giấc ngủ dài 54 năm trong một chiếc tủ đông lạnh.
Edward Wong Hau Pepulu Tivruskii IVMột cô bé hacker thần đồng 13 tuổi đến từ Trái Đất, với tính cách và ngoại hình cổ quái, cư xử lạ lùng. Cô có thói quen đi chân đất, chân tay lóng ngóng, biểu hiện nhiều tư thế kì quặc. Edward không bao giờ đi như bình thường mà thường di chuyển bằng cách chạy, bò, lộn nhào, trồng cây chuối, bắt người khác cõng. Cô cũng thường sử dụng chân vào những công việc mà người bình thường dùng tay để làm như gãi, vỗ, đánh máy. Ed sở hữu một chiếc máy tính hiệu Tomato. Mục tiêu lớn nhất trong đời cô bé là tìm lại người cha đã bỏ cô lại trong một cô nhi viện vài năm về trước.
EinMột chú chó giống Pembroke Welsh corgi do Spike nhặt về sau một lần lùng bắt tội phạm thất bại. Cái tên "Ein" được cho là lấy từ "Einstein", bởi trí thông minh tuyệt đỉnh mà chú chó này sở hữu. Ein thực chất là một con "chó dữ liệu" được lai tạo bởi các nhà khoa học. Nó có khả năng trả lời điện thoại, lái ô tô, truy cập Internet, chơi shogi và thậm chí xâm nhập dữ liệu của các thiết bị và chương trình máy tính. Tuy nhiên trên thực tế chỉ có Ed là biết rõ trí thông minh của Ein, các thành viên phi hành đoàn khác chỉ coi Ein là một vật nuôi bình thường. Hai chủ nhân mà Ein quấn nhất là Jet Black và Edward.
ViciousĐúng như cái tên, Vicious là một kẻ khát máu, tàn nhẫn, xảo quyệt và đầy tham vọng. Hắn là thành viên của nghiệp đoàn tội phạm Rồng Đỏ, ở nơi đây hắn thường được nhắc tới hoặc miêu tả như "một con rắn độc". Vicious và Spike từng là một cặp cộng sự ăn ý cho đến khi cả hai mâu thuẫn với nhau vì một người phụ nữ mang tên Julia. Tuy cùng tuổi với Spike (27 tuổi) song Vicious có dáng vẻ già hơn rất Spike rất nhiều.

## Sản xuất
Khởi nguồn của Cowboy Bebop là ý tưởng của hãng Sunrise với mong muốn sản xuất một bộ anime để triển khai kinh doanh những thiết kế mô hình tàu vũ trụ kiểu mới, sau khi chứng kiến cơn sốt phim về vũ trụ không gian bùng nổ do ảnh hưởng của bộ phim nổi tiếng Chiến tranh giữa các vì sao. Cowboy Bebop là phim anime dài tập đầu tay của đạo diễn Watanabe Shinichiro . Trước đó ông thường chỉ tham gia khâu sản xuất hoặc đạo diễn các OVA. Anime Cowboy Bebop đánh dấu sự hợp tác lần thứ hai của Watanabe với biên kịch Nobumoto Keiko, trước đó họ đã cùng làm việc trong Macross Plus.
Một trong những nét đặc sắc của Cowboy Bebop là khâu thiết kế nhân vật. Bộ anime đã xây dựng nhiều nhóm nhân vật mang văn hóa và sắc tộc đa dạng, điều hiếm thấy ở các anime khác. Bắt nguồn từ ý tưởng của đạo diễn Watanabe Shinichiro, nhà tạo hình nhân vật Kawamoto Toshihiro cùng nhóm thiết kế bối cảnh Imake Isamu, Kawamori Shoji và Satou Dai đã góp phần hiện thực hóa nó trên phim. Ban đầu, các nhóm nhân vật này không được thiết kế cố định, bởi đạo diễn Watanabe Shinichiro mong muốn có nhiều dân tộc trên thế giới xuất hiện trong phim .
Sao Hỏa là bối cảnh được tận dụng nhiều nhất trong Cowboy Bebop. Nhà sản xuất phụ trách mảng bối cảnh và văn hóa của phim, ông Toba Satoshi, giải thích rằng các hành tinh khác "rất khó sử dụng". Ông cho rằng mỗi hành tinh trong Cowboy Bebop đều có những nét khu biệt, và nhóm nhà sản xuất phải tính toán rất kĩ về các đặc tính của từng hành tinh sao cho phù hợp với nội dung câu chuyện. Chẳng hạn, khi thực hiện một cảnh phim với các nhân vật xuất hiện trên mái nhà, đoàn làm phim nhận ra rằng sẽ không tạo được ấn tượng như mong muốn nếu chọn Sao Kim làm nền. Vậy là "chúng tôi lại quyết định trở về với Sao Hỏa" .

### Trình chiếu
Cowboy Bebop có một lịch ra mắt không mấy suôn sẻ. Do nội dung chứa đựng quá nhiều bạo lực, lần trình chiếu đầu tiên của bộ anime trên TV Tokyo (3 tháng 4 năm 1998 - 19 tháng 6 năm 1998) liên tục gián đoạn và cuối cùng bị hủy bỏ khi mới đi được chưa đầy nửa chặng đường. Chỉ có 12 trên 26 tập phim được phát sóng , song cũng không liên tục. Đó là các tập 2, 3, tập 7 đến tập 15, dừng lại ở tập 18.
Bắt đầu từ ngày 23 tháng 10 năm 1998, toàn bộ anime mới được trình chiếu trọn vẹn trên hệ thống kênh truyền hình vệ tinh WOWOW . Ngày 23 tháng 4 năm 1999, tập phim cuối cùng ra mắt người hâm mộ. Sau đó kênh Animax cũng giành quyền chiếu Cowboy Bebop trên khắp lãnh thổ Nhật Bản, cũng như đưa bộ anime đến với khán giả vùng Đông Nam Á, Nam Á và Đông Á qua mạng lưới kênh địa phương.
Tháng 10 năm 2000, Pháp trở thành một trong những nước đưa Cowboy Bebop lên sóng truyền hình sớm nhất. Tại Mỹ, Cowboy Bebop là bộ anime đầu tiên được phát sóng trên kênh Adult Swim hướng tới đối tượng khán giả trưởng thành của hệ thống Cartoon Network. Tuy nhiên lịch chiếu của nó cũng không hề thuận lợi. Do ảnh hưởng của sự kiện 11 tháng 9, Cowboy Bebop từng bị tạm ngưng trong hai tuần . Ngoài ra, đôi khi thứ tự các tập phim còn bị xáo trộn . Mặc dù vậy bộ anime vẫn chứng tỏ được sức hút của mình với nhiều lần phát sóng liên tục trên Adult Swim trong suốt 4 năm sau đó. Trong các năm 2007, 2008, đầu năm 2009, 2010 và 2011 , Cowboy Bebop cũng đều được chiếu lại.
Năm 2002, Adult Swim được lựa chọn là kênh đầu tiên phát sóng Cowboy Bebop tại Australia trên hệ thống truyền hình trả tiền. Bộ anime lên sóng kênh ABC2 (kênh truyền hình số quốc gia Australia) lần đầu vào ngày 2 tháng 1 năm 2007 và từ đó trở đi được phát lại khá nhiều lần, lần gần nhất là từ ngày 29 tháng 12 năm 2008 đến 22 tháng 6 năm 2009. Riêng ở Canada, mãi đến tháng 12 năm 2006 Cowboy Bebop mới được công chiếu trên sóng truyền hình kênh Razer song song với một tác phẩm khác của đạo diễn Watanabe là Samurai Champloo.

### Phát hành DVD
Ở Bắc Mỹ, các đĩa DVD anime Cowboy Bebop được phát hành dưới ba phiên bản. Phiên bản đầu tiên xuất hiện năm 2000 gồm 6 đĩa với toàn bộ 26 session có nội dung trọn vẹn không bị cắt xén. Năm 2001, các đĩa này được tập hợp lại trong phiên bản đặc biệt "The Perfect Session", đi kèm với đĩa nhạc đầu tiên của anime và một bộ ảnh. Ngay khi The Perfect Session được phát hành, bộ ảnh này cũng được rao bán độc lập trên trang Right Stuff International.
Phiên bản thứ hai mang tên "The Best Sessions" ra mắt năm 2002, bao gồm 6 tập phim xuất sắc nhất series theo bình chọn của Bandai, trong đó phần âm thanh được tái xử lý bằng công nghệ Dolby Digital 5.1 và âm thanh vòm DTS.
Phiên bản thứ ba, "Cowboy Bebop Remix" cũng bao gồm 6 đĩa với 26 tập phim, với phần tái xử lý âm thanh Dolby Digital 5.1 và phần hình ảnh được tái xử lý dưới sự giám sát của đạo diễn Watanabe. Ngoài ra phiên bản này còn bao gồm nhiều nội dung phụ như bài phỏng vấn đoàn làm phim và diễn viên lồng tiếng, các trailer, hình ảnh quảng bá, v.v. Năm 2008, "Cowboy Bebop Remix" được tái phát hành dưới cái tên mới "Cowboy Bebop Remix DVD Collection".

## Các bản chuyển thể

### Manga
Hai bộ manga chuyển thể từ anime Cowboy Bebop đều do nhà xuất bản Kadokawa Shoten ấn hành. Loạt truyện thứ nhất ra mắt ở Nhật Bản với cái tên "Cowboy Bebop", tuy nhiên ở thị trường Bắc Mỹ nó được đổi thành "Cowboy Bebop Shooting Star" nhằm phân biệt với loạt truyện thứ hai xuất bản sau này. "Cowboy Bebop Shooting Star" gồm 2 quyển takoubon, phát hành lần lượt vào ngày 1 tháng 5 năm 1998 và 10 tháng 10 năm 1998, mỗi quyển có 5 chương truyện chính và một phụ trương mang tựa đề "Behind the Bebop, the untold story". Trước đó, các chương truyện nói trên được đăng thường kỳ trên tạp chí Asuka Fantasy DX. Bộ truyện được thể hiện dưới nét vẽ của họa sĩ Cain Kuga và có nội dung cũng như tạo hình nhân vật khá khác biệt so với phiên bản anime
Trái lại, bộ manga thứ hai, cũng có tựa đề Cowboy Bebop, do nhóm tác giả Yatate Hajime sáng tác và họa sĩ Nanten Yutaka đảm nhận phần minh họa, lại trung thành với nét vẽ cũng như tạo hình gốc của anime. Nội dung loạt truyện này bao gồm những ngoại truyện chưa từng được kể về phi hành đoàn Bebop. Manga Cowboy Bebop có tất cả ba tập, được Kadokawa Shoten xuất bản rải rác từ năm 1999 đến năm 2000 Ngoài ra còn một chương truyện có tên "Monkey Magic" chỉ xuất hiện trên tạp chí Asuka và không được tổng hợp thành sách.
Cả hai bộ manga nói trên đều được xuất bản ở Bắc Mỹ với bản quyền thuộc về Tokyopop. Cowboy Bebop tuy ra mắt sau tại Nhật, nhưng lại được phát hành tại Mỹ trước Cowboy Bebop: Shooting Star. Ba tập truyện Cowboy Bebop phiên bản tiếng Anh ra mắt độc giả lần lượt vào tháng 4, tháng 6 và tháng 8 năm 2002. Tiếp đó, vào tháng 4 và tháng 6 năm 2003, hai cuốn Cowboy Bebop: Shooting Star cũng được phát hành.

### Tiểu thuyết và truyện ngắn
Cuốn tiểu thuyết dựa trên nội dung của anime Cowboy Bebop với tiêu đề Cowboy Bebop Novel: Wild Man Blues ra mắt độc giả vào ngày 1 tháng 4 năm 1999, do chi nhánh Kadokawa Sneaker Bunko của Kadokawa Shoten xuất bản. Tác giả của quyển tiểu thuyết là Yokote Michiko, người từng tham gia biên kịch cho một số tập phim trong bộ anime.
Ngoại truyện ngắn "Cowboy Bebop U.T" của tác giả Satou Dai với hai phiên bản tiếng Nhật và tiếng Anh được đăng trên website chính thức của Cowboy Bebop vào năm 2001. Câu chuyện lấy bối cảnh năm 2044 với nhân vật chính Ural Terpsichore (U.T), ban đầu vốn là một phóng viên quèn phụ trách mảng giải trí của tờ "Nhật Báo Sao Mộc", trong một lần tình cờ đã dấn thân vào con đường săn tiền thưởng để rồi trở thành huyền thoại của giới "cao bồi" sau này. Tại thời điểm năm 2071 trong bộ anime, U.T đã chết. Người vợ góa của ông, Victoria Terpsichore (tức V.T) xuất hiện trong tập phim thứ 7 "Heavy Metal Queen".

### Phim
Bộ phim hoạt hình Cowboy Bebop the Movie: Knockin' On Heaven's Door (劇場版 カウボーイビバップ 天国の扉 Gekijōban Kaubōi Bibappu: Tengoku no Tobira) với độ dài 120 phút được công chiếu lần đầu tại Nhật Bản ngày 1 tháng 9 năm 2001. Nội dung phim là một chuyến phiêu lưu chưa kể của phi hành đoàn Bebop, xảy ra giữa hai tập 22 và 23 của bộ anime. Vài ngày trước lễ Halloween năm 2071, một chuyến xe đã bị bọn tội phạm làm nổ tung chuyến xe chở hàng trên Đại lộ số 1, khiến một loại virus hết sức nguy hiểm bị phát tán ra ngoài, lấy đi sinh mạng của hàng trăm người. Một phần thưởng lớn được đưa ra với hi vọng tìm được kẻ đứng đằng sau những vụ tấn công nói trên để ngăn chặn những thảm họa tương tự, và phi hành đoàn Bebop vào cuộc.
Phiên bản phim này chính thức ra mắt công chúng Mỹ vào ngày 30 tháng 8 năm 2002 dưới cái tên Cowboy Bebop: The Movie. Năm 2003, phim được bán ra dưới hình thức DVD do hãng Sony Pictures chịu trách nhiệm phân phối . Năm 2008, bộ phim được phát hành tại Nhật dưới dạng đĩa Blu-ray với phần hình ảnh và âm thanh tái xử lý chất lượng cao 
Giống như bộ anime gốc, Cowboy Bebop: Knockin' On Heaven's Door được giới chuyên môn đánh giá rất cao. Phim đã được đề cử ở hạng mục "Phim hoạt hình hay nhất" tại giải thưởng của Hội phê bình phim online năm 2004.

### Phim người đóng

#### Bản điện ảnh
Ngày 22 tháng 7 năm 2008, tạp chí IF đã cho đăng trên trang chủ một bài báo nói về những tin đồn xoay quanh việc Cowboy Bebop sẽ có một phiên bản điện ảnh người đóng do hãng 20th Century Fox chịu trách nhiện sản xuất. Nhà sản xuất Erwin Stoff cũng nói rằng bộ phim mới chỉ hình thành những bước sơ khai nhất. Sau đó nam diễn viên Keanu Reeves đã xác nhận sẽ vào vai Spike Spiegel. Ngày 15 tháng 1 năm 2009, trang chủ tạp chí Variety khẳng định hãng Sunrise sẽ hợp tác chặt chẽ với 20th Century Fox trong phiên bản Cowboy Bebop lần này. Đồng thời Variety cũng đưa tin rằng các thành viên thực hiện bộ anime như đạo diễn Watanabe Shinichiro, Uchida Kenji và biên kịch Nobumoto Keiko sẽ đóng vai trò hợp tác sản xuất, trong khi nhà sản xuất Minami Masahiko giữ cương vị cố vấn sản xuất  Theo dự kiến ban đầu, phim sẽ ra mắt công chúng vào năm 2011, tuy nhiên quá trình làm phim đã bị trì hoãn vô thời hạn do vấn đề tài chính, và kịch bản chính thức buộc phải được viết lại để cắt giảm tối đa kinh phí. Có rất ít thông tin về dự án này được tiết lộ kể từ bài phỏng vấn nhà sản xuất Joshua Long vào ngày 15 tháng 10 năm 2010 của Anime News Network 

#### Bản truyền hình
Dự án phim người đóng phiên bản truyền hình của Cowboy Bebop được công bố ngày 6 tháng 6 năm 2017 với sự hợp tác của 2 hãng sản xuất Tomorrow Studios và Midnight Radio, với hãng Sunrise đóng vai trò đồng sản xuất và Chris Yost là tác giả kịch bản..Ngày 4 tháng 4 năm 2019, dàn diễn viên chính thức lộ diện với John Cho vai Spike Spiegel, Mustafa Shakir vai Jet Black, Daniella Pineda vai Faye Valentine và Alex Hassell vào vai Vicious. Ngày 22 tháng 8 năm 2019, nữ diễn viên Elena Satine chính thức nhận vai Julia. Ngày 19 tháng 5 năm 2020, trong một cuộc phỏng vấn với SyFy Wire, người đồng sáng lập Tomorrow Studios là Marty Adelstein cho biết đoàn làm phim đã hoàn thành 3 tập. Đồng thời ông cũng tiết lộ rằng cha đẻ của Cowboy Bebop, đạo diễn Shinichirō Watanabe sẽ tham gia dự án, giữ cương vị cố vấn sáng tạo. Nhạc sĩ Yoko Kanno, người đứng sau thành công của mảng âm nhạc trong Cowboy Bebop cũng tham gia sản xuất phần âm nhạc của phiên bản phim truyền hình người đóng.

## Âm nhạc
Một trong những đặc điểm nổi bật nhất và được đánh giá cao nhất của Cowboy Bebop là phần nhạc phim mang âm hưởng chủ đạo của jazz và blues. Toàn bộ phần âm nhạc của Cowboy Bebop do nữ nhạc sĩ Kanno Yoko sáng tác và ban nhạc The Seatbelts của bà trình bày, với sự góp sức của nhiều giọng ca Nhật Bản và quốc tế. Âm nhạc của Cowboy Bebop nhận được rất nhiều lời tán dương và được ghi nhận là đã góp phần lớn tạo nên nét đặc trưng không thể nhầm lẫn của bộ anime.
Bản nhạc mở đầu cho toàn bộ anime là "Tank!", do ban nhạc The Seatbelts trình bày. Ca khúc kết thúc chủ đạo là "The Real Folk Blues" với sự góp giọng của nữ ca sĩ Yamane Mai và phần lời do Iwasato Yuho chắp bút. "The Real Folk Blues" là một trong những bài hát hiếm hoi của Cowboy Bebop được thể hiện bằng tiếng Nhật. Riêng ở hai tập phim 13 và 26 có ca khúc kết thúc riêng biệt: Ở tập 13 là "Space Lion", cũng là một bản hòa tấu không lời của The Seatbelts giống như "Tank!". Trong khi đó ca khúc cuối tập 26 là "Blue" do Tim Jensen viết lời, vẫn với phần trình bày của Yamane Mai.
Album nhạc đầu tiên mang tên "Cowboy Bebop" phát hành ngày 21 tháng 5 năm 1998 , cũng là album được đánh giá cao nhất và mang đậm màu sắc của thể loại bebop nhất. Toàn album chỉ có duy nhất một ca khúc có người hát là "Rain" do Steve Conte trình bày, phần còn lại là những bản nhạc không lời. Album này đã được trang web âm nhạc uy tín Allmusic của Mỹ đánh giá điểm tuyệt đối 5/5 . Album thứ hai, 'Cowboy Bebop No Disc, ra mắt tháng 10 năm 1998, là một cuộc thử nghiệm của Kanno Yoko với nhiều thể loại âm nhạc khác nhau, bao gồm cả jazz, blues và heavy metal . Album thứ ba, "Cowboy Bebop Blue" phát hành tháng 5 năm 1999 cũng được Allmusic đánh giá điểm 3.5/5 . Phần hình ảnh minh họa trên bìa của cả ba đĩa nhạc đều do Kawamoto Toshihiro, thiết kế nhân vật của anime Cowboy Bebop đảm nhiệm . Bên cạnh 3 đĩa nhạc phim chính, còn một mini-album được phát hành xen kẽ giữa "Cowboy Bebop" và "Cowboy Bebop No Disc". Đó là "Cowboy Bebop Vitaminless", bao gồm tám bản nhạc, ra mắt đầu tháng 6 năm 1998.
Có tổng cộng 3 album nhạc đi kèm bộ phim điện ảnh Cowboy Bebop: Knockin' on Heaven's Door sản xuất năm 2001. Đầu tiên là mini-album Ask DNA bao gồm 5 ca khúc, phát hành tháng 7 năm 2001, hai tháng trước khi bộ phim ra mắt. Tháng 8 cùng năm, album chính Future Blues chính thức phát hành. Album có tổng cộng 18 bản nhạc, trong đó ca khúc "3.14" do Tada Aoi, diễn viên lồng tiếng cho nhân vật Edward thể hiện. Bên cạnh đó còn có Cow Girl ED, một mini-album có số lượng giới hạn chỉ được bán kèm với Future Blues trong đợt phát hành đầu tiên. Cow Girl ED không được tái bản thêm một lần nào nữa.
Tháng 6 năm 1999, đĩa nhạc hòa tấu lại của anime mang tên Cowboy Bebop Remixes: Music for Freelance ra mắt người hâm mộ. Nội dung của album được dàn dựng như một chương trình radio, trước mỗi ca khúc đều có một phần giới thiệu và nói chuyện của các DJ.
Cowboy Bebop Tank! THE! BEST là album tổng hợp nhạc phim Cowboy Bebop phát hành năm 2004, bao gồm một số ca khúc quen thuộc trong các album trước đó, cùng với ba bản ghi âm mới với phần trình bày của giọng ca người Italia Ilaria Graziano.
Một đặc điểm nhỏ nữa trong sản xuất âm nhạc của Cowboy Bebop là sự lồng ghép của nó với nội dung của anime. Tuy không chính thức xuất hiện trong phim nhưng theo như phần ghi chú trên phần bìa album đầu tiên Cowboy Bebop thì The Seatbelts là một ban nhạc rất nổi tiếng ở thời điểm năm 2071 và ca khúc "Tank!" của họ từng đứng đầu "Bảng xếp hạng âm nhạc hệ Mặt Trời" năm 2056.

## Đón nhận

### Đánh giá
Anime Cowboy Bebop nhận được sự khen ngợi và hoan nghênh tuyệt đối của cả giới chuyên môn lẫn khán giả. Trên Anime News Network, tác giả Mike Crandol đưa ra đánh giá tổng quan của mình về bộ anime với điểm A+ cùng nhận định «Đây là một bộ anime sẽ còn được nhớ đến rất lâu cho dù nhiều tác phẩm khác có bị quên lãng.». Trong hai bảng xếp hạng những bộ anime nổi tiếng nhất và được xem nhiều nhất, các thành viên của trang web cũng nhất trí bình chọn Cowboy Bebop đứng ở vị trí thứ 2, sau Fullmetal Alchemist vốn là một anime có nét vẽ hiện đại hơn, ra đời sau Cowboy Bebop đến 5 năm. Trang web THEM Anime Reviews tặng bộ anime số điểm tuyệt đối 5/5 với những lời ca tụng của nhà phê bình Christina Carpenter: «Một bộ phim được chế tác tinh xảo và đẹp đẽ, xứng đáng được chú ý hơn rất nhiều những gì nó đang được nhận.» với «phần đồ họa trên cả tuyệt vời» và «mọi thứ trong Cowboy Bebop dường như đang sống và chuyển động như thật, kể cả trong những cảnh bất động, một điều kỳ diệu hiếm thấy». Bà nhận xét về cốt truyện của bộ anime như sau:
“ Nói một cách đơn giản, Cowboy Bebop đã khiến hầu hết các bộ anime khác... cùng toàn thể Hollywood, phải hổ thẹn. ”— Christina Carpenter   
Về ý tưởng chủ đạo, tác giả đánh giá cao Cowboy Bebop ở sự hòa quyện độc đáo và khéo léo giữa hiện đại và cổ điển, giữa viễn tưởng và thực tiễn. Bà cho rằng tuy câu chuyện diễn ra ở thì tương lai, song mọi bối cảnh, đồ vật, con người, v.v. đều mang hình bóng gần gũi của hiện tại. Tác giả cũng kết luận rằng «Nó (tức anime Cowboy Bebop) là thứ bắt buộc phải có đối với mọi nhà sưu tầm anime Nhật Bản nghiêm túc.» Nhà phê bình Don Houston trên trang web DVDtalk cũng dành nhiều lời ca ngợi cho bộ anime này:
“ Trong vô số những bộ anime từng được sản xuất, chỉ có rất ít hội tụ đủ những yếu tố để có thể thực sự được gọi là một tác phẩm kinh điển. Ví dụ điển hình nhất mà tôi có thể nghĩ đến chính là Cowboy Bebop, một bộ anime của thiên niên kỷ trước đã rất được chú trọng để trở nên khác biệt, và cuối cùng đã trở thành một biểu tượng văn hóa. ”— Don Houston   
Cũng trên DVDtalk, một nhà phê bình khác là Chris Hughes nhận xét về Cowboy Bebop như sau: «thông minh, vui nhộn, táo bạo, hấp dẫn, đặc biệt phù hợp với những khán giả trưởng thành. (...) Một series giống như vậy chưa từng xuất hiện ở Nhật Bản hay Mỹ.»  và rằng bộ anime xứng đáng xếp hạng «Dành cho nhà sưu tập.» (hạng đánh giá cao nhất trên DVDtalk) .
Tạp chí Newtype Nhật số tháng 8 năm 2001 đã cho đăng kết quả bình chọn của độc giả trong đó Cowboy Bebop đứng đầu danh sách tốp 10 anime xuất sắc nhất đồng thời Spike Spiegel được bầu là nhân vật nam được yêu thích nhất . Năm 2004, kết quả cuộc bình chọn "25 Anime hay nhất mọi thời đại" của tạp chí Newtype phiên bản Mỹ đã xếp Cowboy Bebop ở vị trí thứ hai , vượt trên một bộ anime kinh điển khác của Sunrise là Mobile Suit Gundam. Một tạp chí Mỹ khác, tờ Anime Insider đã bình chọn Cowboy Bebop là anime hay nhất mọi thời đại sau khi tổng kết ý kiến của các nhân viên và độc giả. Năm 2009, trang web IGN cũng đăng một danh sách "100 phim hoạt hình dài tập hàng đầu", trong đó Cowboy Bebop đứng ở vị trí thứ 14, trở thành anime Nhật Bản được xếp hạng cao thứ hai sau Evagelion, đứng trên nhiều series hoạt hình Mỹ nổi tiếng khác như Transformers hay Avatar: The Last Airbender.. Năm 2015, trang IMDB công bố danh sách 250 chương trình truyền hình hay nhất mọi thời đại do các thành viên trang này bình chọn. Cowboy Bebop xếp ở vị trí thứ 24, cao nhất trong số 28 series anime Nhật Bản góp mặt trong danh sách.
Tại Mỹ, Cowboy Bebop được Cartoon Network cân nhắc phát sóng rất nhiều lần trên kênh Adult Swim. Đại diện của kênh này từng nhắc đến Cowboy Bebop như là "series phim hay nhất mà chúng tôi từng trình chiếu".

### Doanh số
Theo con số thống kê của hãng Bandai Visual, tính đến tháng 2 năm 2006, lượng đĩa bán ra của Cowboy Bebop tính riêng tại Nhật Bản là khoảng 950,000 bản. Con số này giúp Cowboy Bebop xếp thứ 5 trong số những tác phẩm anime mang lại lợi nhuận kinh doanh lớn nhất cho Bandai . Ở thị trường Bắc Mỹ, cho đến thời điểm năm 2005 đã có hơn 1 triệu đĩa DVD Cowboy Bebop đến tay người hâm mộ. Năm 1999, các đĩa DVD thứ tư và thứ năm của anime đã lần lượt dẫn đầu bảng xếp hạng của tạp chí Oricon .
Các đĩa nhạc phim Cowboy Bebop cũng bán rất chạy. Theo trang web chính thức của bộ anime, tổng doanh số của bốn đĩa nhạc đầu tiên đã lên tới hơn 700,000 bản . Riêng album phối lại Music for Freelance đã bán khoảng 70,000 bản.

### Giải thưởng
Năm 1998, tại lễ trao giải Kobe Animation lần thứ 3, Cowboy Bebop đã đoạt giải thưởng quan trọng "anime truyền hình dài tập xuất sắc nhất" (TV Feature) . Hai năm sau đó, tại giải thưởng "Uchusen SF Award" dành cho các dự án điện ảnh truyền hình khoa học viễn tưởng, Cowboy Bebop lại được xướng tên trong đề mục Media .
Cũng trong năm 2000, đĩa nhạc phim thứ ba của Cowboy Bebop mang tên "Cowboy Bebop Blue" giành giải SPJA do khán giả bình chọn đĩa nhạc xuất sắc nhất phát hành tại thị trường Nhật Bản . Trước đó, năm 1999, đĩa nhạc đầu tiên Cowboy Bebop đã đoạt danh hiệu "Album nhạc phim hoạt hình của năm" tại lễ trao giải uy tín Japan Gold Disc Awards của Hiệp hội công nghiệp ghi âm Nhật Bản RIAJ .